# Ron Tauranac
Ron Tauranac, avstralski inženir, * 13. januar 1925, Gillingham, Kent, Združeno kraljestvo, † 17. julij 2020, Sunshine Coast, Queensland, Avstralija.

## Kariera
Tauranac je skupaj z Jackom Brabhamom leta 1960 ustanovil konstruktorsko dirkaško moštvo Brabham, v katerem je bil Tauranac prvi inženir, Brabham pa prvi dirkač. Tauranacova dirkalnika Brabham BT19 in Brabham BT24 sta moštvu prinesla največja uspeha v tridesetletnem sodelovanju v Formuli 1, saj sta z njima Jack Brabham in Denny Hulme osvojila v sezonah 1966 in 1967 dve zaporedni dvojni kroni, konstruktorska in dirkaška naslova, slednja sta osvojila vsak po enega. Ob tem je moštvo osvojilo še eno drugo in dve tretji mesti v konstruktorskem prvenstvu do leta 1970, ko se je Jack Brabham upokojil kot dirkač, Tauranac pa je v začetku leta za kratko postal lastnik in vodja Brabhama, toda že proti koncu leta ga je odkupil Bernie Ecclestone. Nato je Tauranac sodeloval pri nadgradnji šasij Politoys za moštvo Frank Williams Racing Cars, leta 1973 pa je z moštvom Trojan sodeloval pri nadgraditvi njihovega dirkalnika Formule 5000 na Formulo 1. 
Po krajši upokojitvi in vrnitvi v Avstralijo, je ustanovil novo konstruktorsko moštvo Ralt, kjer je delal na dirkaških šasijah, tudi Ralt RT1, ki je bila uporabljena na dirkah Formule 2, Formule 3 in Formule Atlantic, Larry Perkins je z njo v sezoni 1975 tudi osvojil prvenstvo evropske Formule 3. Za sezono 1978 je sodeloval pri razvoju dirkalnika moštva Theodore Racing, ki pa se ni izkazal za uspešnega. Za Ralt je razvil še šasiji Ralt RT2 za Formulo 2 in Ralt RT3 za Formulo 3, s slednjo je Pierluigi Martini osvojil prvenstvo evropske Formule 3 v sezoni 1983, več dirkačem pa je tudi omogočila pet zaporednih naslovov Britanske Formule 3. Skupaj s Hondo je razvil tudi šasijo Ralt RH6, ki je naslove osvojila v letih 1981, 1984 in 1985. Leta 1988 je prodal Ralt moštvu March Engineering za 1,25 milijona £. 